# غرانفيل بيتس
غرانفيل بيتس (بالإنجليزية: Granville Bates)‏ مواليد 7 يناير 1882 في شيكاغو - الوفاة 8 يوليو 1940 في هوليوود، الولايات المتحدة، هو ممثل أمريكي بدأ مسيرته الفنية سنة 1917.

## الأعمال
- زواج وايكيكي
- عن الفئران والرجال

## روابط خارجية
- غرانفيل بيتس على موقع IMDb (الإنجليزية)
- غرانفيل بيتس على موقع قاعدة بيانات برودواي على الإنترنت (الإنجليزية)
- غرانفيل بيتس على موقع قاعدة بيانات الفيلم (الإنجليزية)